# Moussa Dembélé (Frans voetballer)
Moussa Dembélé (Pontoise, 12 juli 1996) is een Frans voetballer die doorgaans als aanvaller speelt.

## Clubcarrière
Dembélé verliet in augustus 2012 op zestienjarige leeftijd de jeugdopleiding van Paris Saint-Germain voor die van Fulham. Hier zat hij op 23 november 2013 voor het eerst op de bank bij het eerste elftal, tijdens een wedstrijd tegen Swansea City. Hij maakte op 30 november 2013 zijn debuut voor de club, tijdens een wedstrijd in de Premier League op het veld van West Ham United. Hij mocht na drieëntachtig minuten invallen voor de geblesseerde Kieran Richardson. In juni 2016 vertrok Dembéle voor vier seizoenen naar Celtic. Hij maakte op 12 juli 2016 zijn debuut voor Celtic in de tweede kwalificatieronde van de UEFA Champions League tegen Lincoln Red Imps. In augustus 2018 vertrok Dembéle voor vijf seizoenen naar Olympique Lyon, waarvoor hij zijn debuut maakte in de met 2–2 gelijkgespeelde competitiewedstrijd tegen SM Caen. In januari 2021 werd hij tot het einde van seizoen 2020/21 verhuurd aan Atlético Madrid.

## Clubstatistieken
| Seizoen         | Club              | Competitie           | Competitie | Competitie | Beker | Beker | League beker | League beker | Europa | Europa | Totaal | Totaal |
| Seizoen         | Club              | Competitie           | Wed.       | Dlp.       | Wed.  | Dlp.  | Wed.         | Dlp.         | Wed.   | Dlp.   | Wed.   | Dlp.   |
| --------------- | ----------------- | -------------------- | ---------- | ---------- | ----- | ----- | ------------ | ------------ | ------ | ------ | ------ | ------ |
| 2013/14         | Fulham            | Premier League       | 2          | 0          | 1     | 0     | 0            | 0            | —      | —      | 3      | 0      |
| 2014/15         | Fulham            | Championship         | 11         | 0          | 3     | 0     | 1            | 2            | —      | —      | 15     | 2      |
| 2015/16         | Fulham            | Championship         | 43         | 15         | 1     | 1     | 2            | 1            | —      | —      | 46     | 17     |
| 2016/17         | Celtic            | Scottish Premiership | 29         | 17         | 4     | 5     | 4            | 5            | 12     | 5      | 49     | 32     |
| 2017/18         | Celtic            | Scottish Premiership | 25         | 9          | 4     | 3     | 2            | 3            | 8      | 1      | 39     | 16     |
| 2018/19         | Celtic            | Scottish Premiership | 1          | 0          | 0     | 0     | 1            | 1            | 4      | 2      | 6      | 3      |
| 2018/19         | Olympique Lyon    | Ligue 1              | 33         | 15         | 5     | 3     | 2            | 1            | 6      | 1      | 46     | 20     |
| 2019/20         | Olympique Lyon    | Ligue 1              | 27         | 16         | 5     | 4     | 4            | 2            | 10     | 2      | 46     | 24     |
| 2020/21         | Olympique Lyon    | Ligue 1              | 16         | 1          | 0     | 0     | 0            | 0            | 0      | 0      | 16     | 1      |
| 2020/21         | → Atlético Madrid | Primera División     | 5          | 0          | 0     | 0     | 0            | 0            | 2      | 0      | 7      | 0      |
| 2021/22         | Olympique Lyon    | Ligue 1              | 30         | 21         | 0     | 0     | 0            | 0            | 6      | 1      | 36     | 22     |
| 2022/23         | Olympique Lyon    | Ligue 1              | 9          | 2          | 0     | 0     | 0            | 0            | 0      | 0      | 9      | 2      |
| Carrière totaal | Carrière totaal   | Carrière totaal      | 231        | 96         | 23    | 16    | 16           | 15           | 48     | 12     | 318    | 139    |

## Interlandcarrière
Dembélé maakte deel uit van alle Franse nationale jeugdelftallen vanaf Frankrijk –16. Hij nam met Frankrijk –19 deel aan het EK –19 van 2015 en was met Frankrijk –21 actief op het EK –21 van 2019.

## Erelijst
| Kampioen Scottish Premiership | 1x | 2016/17          |
| Scottish Cup                  | 1x | 2016/17          |
| Scottish League Cup           | 2x | 2016/17, 2017/18 |

1 Lopes ·
3 Tagliafico ·
4 Akouokou ·
6 Caqueret ·
7 Veretout ·
8 Tolisso ·
9 Orban ·
10 Lacazette  ·
11 Fofana ·
15 Tessmann ·
16 Vinícius ·
17 Benrahma ·
18 Cherki ·
19 Niakhaté ·
20 Kumbedi ·
22 Mata ·
23 Perri ·
27 Omari ·
28 Da Silva ·
31 Matić ·
34 Diawara ·
37 Nuamah ·
40 Descamps ·
55 Ćaleta-Car ·
69 Mikautadze ·
98 Maitland-Niles ·
Coach: Sage
· Keeperstrainer: Vercoutre